# Beat It
"Beat It" je ime pjesme pjevača Michael Jacksona. Izdana kao singl 14. veljače 1983. je treći po redu singl s najprodavanijeg glazbenog albuma svih vremena Thrillera. Producirao je Quincy Jones, kao i ostatak albuma, a napisao je i skladao Michael Jackson. Pjesma je postala hit na ljestvicama diljem svijeta od dana kada je izdana, a pratila je uspjehe i prethodna dva hita s Thrillera - The Girl Is Mine i Billie Jean. Pjesma je promovirana kratkim filmom u kojem Jackson sprječava dvije bande da se sukobe.
Beat It je osvojio dva Grammyja i dvije Američke glazbene nagrade. Smatra se jednim od najvećih glazbenih hitova svih vremena, prema Rolling Stone-u rangiran kao 337. na listi od 500 najvećih rock hitova. Godine 1989. dobio je platinastu nakladu.

## Produkcija i skladba
Beat It je napisao Jackson za svoj šesti studijski album Thriller. Izjavio je pritom da je Quincy Jones (producent albuma) želio rock 'n' roll pjesmu, ali pjevač je odbio jer ionako nije bio zainteresiran za taj žanr. Umjesto toga želio je rock pjesmu koju će mladi slušati i rado kupovati. Eddie Van Halen, gitarist hard rock benda Van Halen je bio pozvan da odsvira svoj solo na snimanju pjesme. U pjesmi su korišteni i zvukovi kao što je na primjer kucanje, napisana je u es-molu s tempom od 140 bpm. Riječi pjesme govore o hrabrosti i odlučnosti. Jackson je napisao riječi koje su podsjećale na njegovo neobično djetinjstvo u kojem je njega i njegovu braću otac zlostavljao. Poruka pjesme je da se sve ne može i ne mora riješiti nasiljem i da ima drugih načina. Riječi glase: Pobjedi to, nitko ne želi biti pobjeđen, pokaži im kako je snažna i dobra tvoja borba, nije važno tko je u pravu a tko nije samo pobijedi.

## Promocija i uspjeh
Beat It je izdan kao singl 14. veljače 1983. Napredovao je od prvog dana na ljestvicama, zauzimajući prvo mjesto na Bilboardovoj Hot 100 ljestvici tjedan nakon što je Billie Jean pala na drugo mjesto. Billie Jean je držala vrh 7 tjedana nakon što je bila zamijenjena s „Come On Eileen“ singlom britanskog benda Dexy's Midnight Runners, a već nakon 7 dana Michael Jackson je ponovo zauzeo broj 1 ali ovaj put s Beat It. Rijetko tko je uspio zadržati dva singla na Bilboardovoj Hot 100 ljestvici u Top 5 i Jackson je opet obarao rekorde. Beat It se zadržala još 3 tjedna na vrhu.
U Europi je pjesma isto imala zapažen uspjeh, broj 1 je zauzela u Španjolskoj i Nizozemskoj, a top 20 u Austriji, Norveškoj, Italiji, Švedskoj i Švicarskoj.

## Glazbeni spot
Kratki film za pjesmu je režirao Bob Giraldi, a zasluge za koreografiju je uzeo Michael Peters. U spotu je korištena masovna koreografija za sinkronizirane plesače što je postao zaštitni znak Jacksona i potvrdio ga kao pop ikonu.
Unajmljeno je 80 originalnih članova uličnih bandi da bi video bio autentičan i 18 profesionalnih plesača.
Video započinje prikazom članova dviju različitih bandi koji se okupljaju za borbu u noći. U međuvremenu, Jackson leži u svojoj sobi na krevetu i pjeva riječi pjesme, a jedino osvjetljenje je sobna lampica. Bande hodaju ulicama i ohrabruju jedni druge za obračun. Jackson ustaje iz kreveta i svijetlo s ulice osvjetljava njegovo lice kada pjeva refren. Oblači se u crvenu kožnu jaknu i crne uske hlače s lancem oko pojasa i naravno, prepoznatljive bijele čarape. Plešući odlazi kroz hodnik, u sljedećem trenutku ulazi u bar, koji je sada prazan jer su svi članovi bande otišli. Pleše oko stola za biljar. Bande se sukobe i dva glavna člana (od kojih je jedan Michael Peters) plešu imitirajući borbu s noževima. Dolazi Jackson i odvraća ih od sukoba tako što ih navuče na ples. Svi plešu poznatu koreografiju i video završava kako kamera odlazi od garaže u kojoj se ples još uvijek odvija.
Spot za Beat It je zaradio mnoge nagrade, jedne od njih su i Američka glazbena nagrada, Black Gold nagrada i Bilboard. Spot je uveden u Kuću slavnih producenata glazbenih videa.